# دراجون سكين

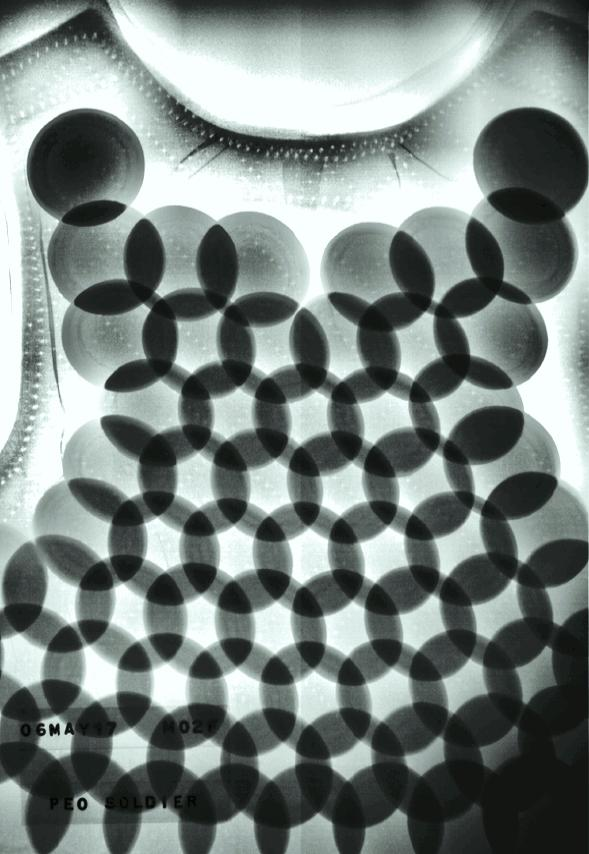
الأشعة السينية للدرع الواقي من دراجون سكين

دراجون سكين هو نوع من السترات الواقية من الرصاص تم إنتاجه لأول مرة بواسطة شركة بيناكل أرامور المنحلة الآن، وتم تصنيعه لاحقًا بواسطة مجموعة تطوير أمريكا الشمالية ذ.م.م.  زعم مصنع السترة أنه يمكنه امتصاص عدد كبير من الرصاص بسبب تصميمه الفريد الذي يتضمن أقراص دائرية متداخلة، على غرار درع الحراشف. 
أعلنت وزارة العدل (DOJ) ومكتب برامج العدالة (OJP) في عام 2007 أن الدرع لم يتوافق مع متطلبات المعهد الوطني للعدالة (NIJ) المؤقتة لعام 2005 التابعة لمكتب برامج العدالة (OJP) باعتباره نظام درع من المستوى الثالث .    أدى هذا الفشل في الامتثال لمعايير السلامة والاختبارات الإضافية   إلى قيام الجيش الأمريكي بحظره من الاستخدام النشط. 
 

## روابط خارجية
- دراجون سكين في درع القمة
- جندي المكتب التنفيذي لبرنامج الجيش الأمريكي
- Dragonskin.com